# Evan Marshall
Evan Stuart Marshall (nascido em 5 de junho de 1956 em Boston, Massachusetts) é um agente literário, autor de mistérios de assassinato e livros de não-ficção, editor e editor do software Marshall Plan.

## Vida e carreira
Marshall ocupou altos cargos editoriais na Houghton Mifflin, Ariel Books, New American Library, Everest House e Dodd, Mead, onde adquiriu best-sellers nacionais e internacionais. Ele também foi correspondente da Writer's Digest e cobriu ficção comercial. Ele escreveu histórias de capa sobre romances de grande sucesso e best-sellers e como encontrar e trabalhar com agentes. Os artigos de Marshall apareceram em antologias de referência e obras coletadas. Ele é frequentemente entrevistado por sua experiência em escrever romances e ajudar escritores de romances.

### Obras
Série de Mistério "Hidden Manhattan":
- City in Shadow, Severn House Publishers, Nova York, NY, 2010.
- Dark Alley, Severn House Publishers, Nova York, NY, 2009.
- Evil Justice, Severn House Publishers, Nova York, NY, 2009.
- Death is Disposable, Severn House Publishers, Nova York, NY, 2008.

Série de mistério "Jane Stuart and Winky":
- Crushing Crystal, Kensington Books, Nova York, NY, 2004.
- Toasting Tina, Kensington Books, Nova York, NY, 2003.
- Icing Ivy, Kensington Books, Nova York, NY, 2002.
- Stabbing Stephanie, Kensington Books, Nova York, NY, 2001.
- Hanging Hannah, Kensington Books, Nova York, NY, 2000.
- Missing Marlene, Kensington Books, Nova York, NY, 1999.

A Série de Livros The Marshall Plan
- The Marshall Plan for Novel Writing: A 16-Step Program Guaranteed to Take You From Idea to Complete Manuscript, Writer's Digest Books, 1998.

O primeiro livro da série descreve a escrita do romance como um processo de 16 etapas, levando em consideração o comprimento final pretendido do romance desde o início. Marshall se concentra especificamente na ficção, identificando-a como o gênero de escrita com maior probabilidade de ser escolhido por uma editora. Baseando-se nas técnicas de Dwight V. Swain e Jack Bickham, Marshall identifica duas unidades centrais de criação de enredo: a seção de ação e a seção de reação. Marshall recomenda o número e o tipo de seções de ação e reação em relação à duração de um romance. Ele também recomenda o arco de história correspondente com pontos de enredo todos em uma ordem específica, o número e o tipo de pontos de vista dos personagens, o tipo de oposição e outros elementos do enredo e desenvolvimento do personagem.
- The Marshall Plan Workbook

O segundo livro da série concentra-se nos detalhes fundamentais da produção de um romance. A primeira metade do livro auxilia o escritor na construção de personagens, desenvolvimento de enredo e estabelecimento de metas. A segunda metade é o Plan Blueprint, uma seção de 58 páginas de folhas em branco para ajudar os escritores a produzir um romance. As informações de marketing incluídas concentram-se no próprio manuscrito, como deve ser, quantas páginas, gramatura do papel, etc.
- The Marshall Plan for Getting Your Novel Published

O terceiro livro da série se concentra em como dar o próximo passo de enviar trabalhos para editores e agentes e promover um romance.

## Vida pessoal
Marshall nasceu em Boston, Massachusetts, e foi criado em Sharon, Massachusetts. Ele se formou magna cum laude no Boston College. Ele é casado com Martha Jewett, uma editora de livros de negócios e agente literária que gerencia o software The Marshall Plan. Eles têm dois filhos.